# Aleksiej Łukowiec
Aleksiej Iłłarionowicz Łukowiec (ros. Алексей Илларионович Луковец, ur. 1921, zm. 8 listopada 1977 w Moskwie) – radziecki dziennikarz i działacz partyjny.
Od 1940 należał do WKP(b), od 1944 pracował w prasie Mołdawskiej SRR, 1947-1968 był zatrudniony w gazecie "Prawda". W 1968 został zastępcą redaktora naczelnego, a 1970 redaktorem naczelnym pisma "Rabocze-kriestjanskij korriespondient", 1976-1977 był redaktorem naczelnym gazety "Sowietskaja Rossija". Pisał reportaże, również na tematy międzynarodowe. W 1967 zaocznie ukończył Wyższą Szkołę Partyjną przy KC KPZR, od 5 marca 1976 do końca życia był członkiem Centralnej Komisji Rewizyjnej KC KPZR. Został pochowany na Cmentarzu Nowodziewiczym.